# 1386

## Esdeveniments
- Regne de València: Els musulmans de l'Emirat de Gharnata ataquen el sud del Regne, a les viles d'Alacant, Biar, Alcoi i Paterna.[1]

## Naixements
- 12 de març - Japó: Ashikaga Yoshimochi, vintè shogun.
- 16 de setembre - Monmouth, Gal·les: Enric V d'Anglaterra, rei d'Anglaterra des del 1413 fins al 1422 (m. 1422).[2]